# Thea Garrett
Thea Garret (Tarxien, Malta; 15 de marzo de 1992) es una cantante maltesa. Representó a su país en el Festival de la Canción de Eurovision 2010.

## Eurovisión 2010
Thea Garret se presentó al Eurosong 2010 para ser elegida para representar a su país en el Festival de Eurovión de 2010 en Oslo, Noruega. Quedó entre los 20 finalistas de la preselección maltesa, los finalistas fueron escogidos a través de las llamadas de los espectadores según la cantidad de apoyo que han obtenido en total entre todas las candidaturas en las semifinales, independientemente de la gala. Así, de las 36 canciones, el Top 20 participó en la gala final del 20 de febrero.
Así, el 20 de febrero Thea se hizo con la victoria con la canción My dream llegando a ser tanto la favorita del público como la del jurado.

## Discografía

### Sencillos
- "My Dream" (2010)
- "Front Line" (2011)[2]
- "In Our Love" (feat. Marcin Mrozinski) (2011)[3]